# گیم‌استیک
گیم‌استیک (به انگلیسی: GameStick) یک کنسول بازی است که توسط شرکت پلی‌جم توسعه داده شده‌است. اندازه آن مانند حافظه فلش است و می‌توان آن را به صورت مستقیم بدون نیاز به هیچ کابلی به تلویزیون متصل کرد. گیم‌استیک از طریق بی‌سیم به یک یا چند کنترل‌کننده از طریق بلوتوث و به اینترنت از طریق وای-فای وصل می‌شود. سیستم‌عامل آن اندروید بوده و قیمت آن ۷۹ دلار است. این دستگاه قابل حمل قرار بود در ماه ژوئن در بازار شود اما به دلایلی تا ماه آگوست عرضه آن به تأخیر افتاد.

## تاریخچه
پلی‌جم، توسعه دهنده و جسپر اسمیت، سازنده بازی تلاش داشتند تا بازی‌های ویدئویی را به تلویزیون‌های هوشمند بیاورند. تحقیق و توسعه پروژه گیم‌استیک در سال ۲۰۱۲ شروع شد. بعد از توسعه یک نمونه اولیه در ۲ ژوئیه ۲۰۱۳ در سایت کیک‌استارتر درخواست ۱۰۰ هزار دلار سرمایه کردند که تا ۱ مارس ۲۰۱۳ حدود ۶۰۰ هزار دلار به آنها کمک شد و بیش از ۵۰۰۰ هزار سفارش اولیه گرفتند.
در آوریل ۲۰۱۳ اعلام شد که تاریخ ارائه دستگاه ۳ ماه عقب افتاده و بخاطر تغییر در روشهای تولید محصول این دستگاه در ماه ژوئن عرضه خواهد شد.